# Oreczka
Oreczka (Orcaella) – rodzaj wodnych ssaków z podrodziny Globicephalinae w obrębie rodziny delfinowatych (Delphinidae).

## Rozmieszczenie geograficzne
Rodzaj obejmuje gatunki występujące w przybrzeżnych wodach wschodniego Oceanu Indyjskiego i zachodnio-środkowego Spokojnego.

## Morfologia
Długość ciała samic 210–230 cm, samców 270–280 cm, noworodków 100 cm; masa ciała 114–133 kg.

## Systematyka
Rodzaj zdefiniował w 1866 roku angielski zoolog John Edward Gray w publikacji własnego autorstwa dotyczącej okazów fok i waleni ze zbiorów Muzeum Brytyjskiego. Gatunkiem typowym jest (oznaczenie monotypowe) oreczka krótkogłowa (O. brevirostris).

### Etymologia
Orcaella (Orcella): rodzaj Orca J.E. Gray, 1846 (orka); łac. przyrostek zdrabniający -ella.

### Podział systematyczny
Do rodzaju należą następujące gatunki:
| Grafika | Gatunek               | Autor i rok opisu                      | Nazwa zwyczajowa     | Podgatunki         | Rozmieszczenie geograficzne | Podstawowe wymiary              | Status IUCN |
| ------- | --------------------- | -------------------------------------- | -------------------- | ------------------ | --- | ------------------------------- | ----------- |
|         | Orcaella brevirostris | (R. Owen, 1866)                        | oreczka krótkogłowa  | gatunek monotypowy | wybrzeża Azji Południowo-Wschodniej (Zatoka Bengalska, Delta Gangesu, Cieśnina Malakka, Zatoka Tajlandzka, szelf Sunda i cieśnina Malampaya), a także rzeki Irawadi, Mekong i Mahakam oraz jeziora Ćilka i Songkhla | DC: do 280 cm MC: 115–130 kg    | EN          |
|         | Orcaella heinsohni    | Beasley, K.M. Robertson & Arnold, 2005 | oreczka australijska | gatunek monotypowy | wody przybrzeżne i ujścia rzek na szelfie Sahul w północno-zachodniej i południowej Nowej Gwinei oraz północnej Australii od Broome (Australia Zachodnia) do rzeki Brisbane (Queensland)                            | DC: około 270 cm MC: 114–135 kg | VU          |

Kategorie IUCN:  VU  – gatunek narażony,  EN  – gatunek zagrożony.